# Isaak Volmar

Isaak Volmar. Anselmus van Hulle: Les hommes illustres qui ont vécu dans le XVII. siecle, 1717.

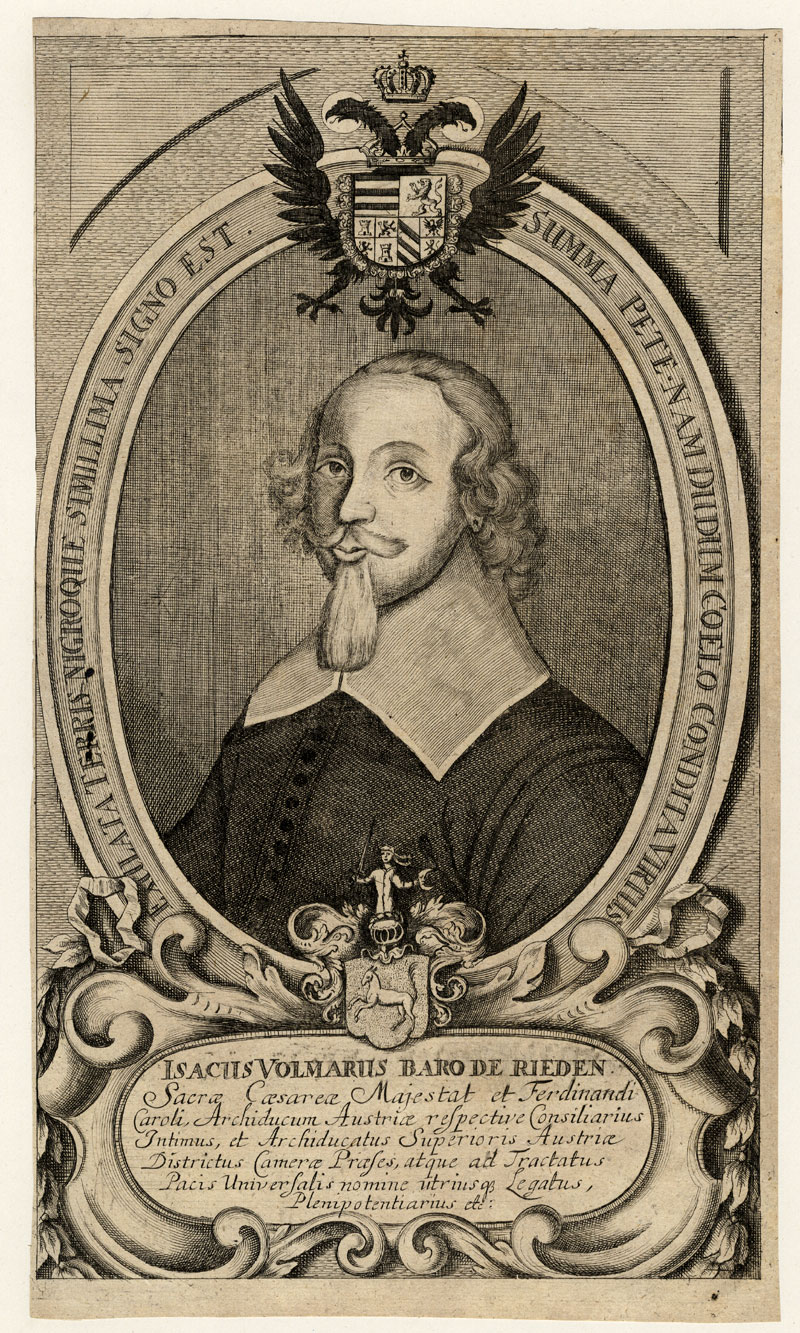
Zeitgenössischer Stich

Isaak Volmar, Baron von Rieden (* 1582; † 13. Oktober 1662 in Regensburg) war ein österreichischer Politiker und als kaiserlicher Gesandter beim Westfälischen Friedenskongress in Münster und Osnabrück einer der wichtigen Verhandlungsführer.

## Leben
Isaak Volmar stammte aus einer Beamtenfamilie im Herzogtum Württemberg und wurde entweder in Urach oder – weniger wahrscheinlich – in Weilersteußlingen auf der Schwäbischen Alb geboren. Sein Vater Abraham Volmar war württembergischer Vogt in Weilersteußlingen, der Großvater Simplicius Volmar hatte in Urach als Untervogt gewirkt. Isaak Volmar studierte Jura an der Universität Freiburg und konvertierte zum katholischen Glauben. Er trat in die Dienste der Tiroler Linie des Hauses Habsburg und wurde Kanzler der vorderösterreichischen Lande in Ensisheim, ein Amt, das er mindestens von 1621 bis 1627 bekleidete.
Später trat Volmar in die Dienste der verwitweten regierenden Erzherzogin Claudia von Österreich-Tirol (Claudia de Medici) in Innsbruck und wurde zum führenden Politiker an diesem Hof. Dort geriet er in schwere Auseinandersetzungen mit dem Hofkanzler Wilhelm Biener, welcher heftige Kritik an Volmar wegen dessen konzilianter Haltung, insbesondere gegenüber Herzog Eberhard III. von Württemberg, machte.
Nach Bieners Ansicht setzte sich Volmar nicht genügend für den Verbleib der drei von den Erzherzögen von Österreich-Tirol beanspruchten württembergischen Herrschaften Achalm, Hohenstaufen und Blaubeuren ein. Biener warf Volmar auch Versagen bei der Blockade der Festung Hohentwiel vor.
Seit 1643 war Isaak Volmar als Diplomat im Auftrag des Kaisers an den Friedensverhandlungen in Münster beteiligt. Sein Vorschlag, nicht das Normaljahr 1624 als Grundlage für die Aufteilung der Kirchspiele im Hochstift Osnabrück zwischen Katholiken und Protestanten zu nehmen, sondern die aktuellen konfessionellen Verhältnisse wurde als Volmarscher Durchschlag bekannt. Nach diesem Vorschlag wurden dann 1650 auf dem Nürnberger Exekutionstag die Osnabrücker Kirchspiele aufgeteilt.